# NGC 5214
NGC 5214 ist eine 13,8 mag helle Spiralgalaxie mit aktivem Galaxienkern vom Hubble-Typ Sc im Sternbild Jungfrau. Sie bildet zusammen mit dem Nicht-NGC-Objekt PGC 47679 (auch NGC 5214A genannt) eine gravitationell gebundene Doppelgalaxie und wurde am 9. April 1787 von Wilhelm Herschel mit einem 18,7-Zoll-Spiegelteleskop entdeckt, der sie dabei mit „vF, vS, lbM“ beschrieb.